# Список обстрілів Сумської області (квітень — червень 2022)
У списку представлено перелік обстрілів території Сумщини військами РФ в ході повномасштабного вторгнення в Україну після звільнення області в квітні-червні 2022 року.

### Квітень
| №  | Дата      | Населений пункт                                                                            | Спосіб обстрілу                                                                            | Наслідки                                                                         | Жертви                                | Примітки             |
| -- | --------- | ------------------------------------------------------------------------------------------ | ------------------------------------------------------------------------------------------ | -------------------------------------------------------------------------------- | ------------------------------------- | -------------------- |
| 1  | 5 квітня  | Сумський район, прикордонне село                                                           | Важка артилерія                                                                            |                                                                                  |                                       | [ 1 ]                |
| 2  | 8 квітня  | с. Собичеве Шосткинської міської територіальної громади                                    | ракетний                                                                                   | пошкоджений житловий будинок                                                     | 1 людина отримала осколкове поранення | [ 2 ] [ 3 ] [ 4 ]    |
| 3  | 14 квітня | сел. Велика Писарівка та Попівка Великописарівської селищної громади Охтирського району    | скинуті 120 міліметрові міни                                                               | пошкоджені приватні будинки, 1 зруйновано                                        | жертв немає                           | [ 5 ] [ 6 ]          |
| 4  | 23 квітня | с. Атинське Білопільської міської громади                                                  | 5 обстрілів мінами 82-го калібру та постріли і влучання із КПВТ                            | у психоневрологічному інтернаті вибиті всі вікна та двері                        | жертв немає                           | [ 7 ] [ 8 ]          |
| 5  | 23 квітня | с. Бояро-Лежачі Новослобідської сільської громади Конотопського району                     | артилерійський обстріл                                                                     | пошкоджені території приватних будинків                                          | жертв немає                           | [ 7 ] [ 9 ]          |
| 6  | 25 квітня | с. Рівне Новослобідської сільської громади Конотопського району                            | з важкого озброєння                                                                        | 15 раз. Згодом, неподалік від цього ж села лунали постріли зі стрілецької зброї. | жертв немає                           | [ 10 ]               |
| 7  | 25 квітня | між селами Бунякине та Нова Слобода Новослобідської сільської громади Конотопського району | з важкого озброєння                                                                        | 2 рази                                                                           | жертв немає                           | [ 10 ]               |
| 8  | 25 квітня | біля села Гиріне Білопільської міської громади Сумського району                            | міномет                                                                                    | 7 пострілів                                                                      | жертв немає                           | [ 10 ]               |
| 9  | 26 квітня | пункт контролю Бачівськ (пункт контролю)                                                   | обстріли з важкої артилерії та мінометів                                                   |                                                                                  |                                       | [ 11 ] [ 12 ] [ 13 ] |
| 10 | 26 квітня | с. Рижівка Білопільської міської громади Сумського району                                  | обстріли з важкої артилерії та мінометів                                                   |                                                                                  |                                       | [ 11 ] [ 12 ] [ 13 ] |
| 11 | 27 квітня | село Бачівськ Есманьської селищної громади Шосткинського району                            | понад півсотні мінометних обстрілів                                                        | з боку російського села Троєбортне Севського району Брянської області            | невідомо                              | [ 14 ] [ 15 ] [ 16 ] |
| 12 | 29 квітня | з російського села Городище в Рильському районі Курської області по території Сумщини      | понад 30 мінометних снарядів                                                               | впали на околиці населеного пункту Глухівської міської громади                   | без жертв                             | [ 17 ]               |
| 13 | 29 квітня | прикордонна територія Хотінської селищної громади Сумського району                         | один з російських вертольотів Мі-8 здійснив кілька пусків некерованими авіаційним ракетами |                                                                                  | постраждалих немає                    | [ 18 ]               |
| 14 | 29 квітня | у районі пункту пропуску «Бачівськ»                                                        | обстріл території з гвинтокрила РФ                                                         |                                                                                  | Ніхто не постраждав                   | [ 19 ]               |

### Травень
| №     | Дата         | Населений пункт | Спосіб обстрілу                                                                                       | Наслідки | Жертви                                                                     | Примітки                           |
| ----- | ------------ | --- | --- | --- | -------------------------------------------------------------------------- | ---------------------------------- |
| 1     | 3 травня     | околиці с. Білокопитове Глухівської міської громади                                                                                | мінометний обстріл з РФ                                                                               | 8 раз | ніхто не постраждав                                                        | [ 20 ] [ 21 ] [ 22 ]               |
| 2     | 3 травня     | околиці селища Шалигине | обстріли з реактивної системи залпового вогню                                                         | 8 раз | ніхто не постраждав                                                        | [ 20 ] [ 21 ] [ 22 ]               |
| 3     | 3 травня     | околиці села Заруцьке Глухівської міської громади                                                                                  | обстріли з мінометів з-за кордону                                                                     | 5 раз | ніхто не постраждав                                                        | [ 20 ] [ 21 ] [ 22 ]               |
| 4     | 4 травня     | с. Уланове Есманської громади | по два обстріли з гелікоптера, та «Градами» з землі                                                   | дві ракети влучило в навчально-виховний комплекс, ще два влучання — в склад сільськогосподарського підприємства                     | ніхто з людей не постраждав                                                | [ 23 ] [ 24 ] [ 25 ]               |
| 5     | 4 травня     | на ділянці відділу прикордонної служби «Юнаківка»                                                                                  | обстріл з російських літаків та артобстріл з «Градів» вздовж кордону                                  | | жертв чи пошкоджень об'єктів інфраструктури не було                        | [ 23 ] [ 25 ] [ 26 ]               |
| 6     | 4 травня     | територія поблизу села Сопич Есманської селищної громади                                                                           | мінометний обстріл                                                                                    | близько 20 обстрілів | ніхто з людей не постраждав                                                | [ 27 ] [ 28 ] [ 29 ]               |
| 7     | 4 травня     | околиці сіл Бачівськ та Товстодубове Есманської громади                                                                            | мінометний обстріл                                                                                    | 18 раз | ніхто з людей не постраждав                                                | [ 27 ] [ 28 ] [ 29 ]               |
| 8     | 7 травня     | прикордонні території Хотінської селищної громади                                                                                  | ракетно-бомбові ударі двома літаками Су-35                                                            | скинули ракети «повітря — земля» | поранено військовослужбовця Державної прикордонної служби України          | [ 30 ] [ 31 ] [ 32 ]               |
| 9     | 7 травня     | прикордонні території Миропільської сільської громади                                                                              | ракетно-бомбові ударі двома літаками Су-35                                                            | скинули ракети «повітря — земля» |                                                                            | [ 30 ] [ 31 ] [ 32 ]               |
| 10    | 8 травня     | м. Глухів Шосткинського району | удар ракетою по старовинному єврейському цвинтарю                                                     | пошкоджено територію цвинтаря та ушкоджені приватні будинки на прилеглій вулиці                                                     | жертв немає                                                                | [ 33 ] [ 34 ] [ 35 ] [ 36 ] [ 37 ] |
| 11    | 8 травня     | три населені пункти в Сумській області                                                                                             | близько 17:40 попередньо винищувач Су-30 наніс ракетно-бомбовий удар з боку РФ                        | | втрат немає                                                                | [ 33 ] [ 38 ]                      |
| 12    | 8 травня     | чотири населені пункти в Сумській області                                                                                          | о 19:00 попередньо гелікоптер Мі-24 здійснили вогневий удар                                           | |                                                                            | [ 33 ] [ 38 ]                      |
| 13    | 8 травня     | у Шосткинському районі Сумської області на відстані близько 3 км від кордону                                                       | ракети випущено системою залпового вогню з території РФ                                               | зафіксували 10 розривів ракет |                                                                            | [ 33 ] [ 38 ]                      |
| 14    | 9 травня     | прикордонні території Хотінської селищної громади з боку російського села Єлизаветівка Глушковського району Курської області Росії | артобстріл реактивною системою залпового вогню                                                        | прилетіло 10 ракет між двома селами Хотінської селищної об'єднаної територіальної громади, потім через півгодини ще 10 ракет        | постраждалих не було                                                       | [ 39 ] [ 40 ]                      |
| 15    | 9 травня     | Територія Новослобідської сільської громади                                                                                        | обстріли                                                                                              | | ніхто не постраждав                                                        | [ 39 ] [ 41 ]                      |
| 16    | 9 травня     | територія Ворожбянської міської громади                                                                                            | обстріли                                                                                              | | ніхто не постраждав                                                        | [ 39 ] [ 41 ]                      |
| 17    | 10 травня    | район прикордонних населених пунктів Великописарівської селищної громади                                                           | обстріл із застосуванням реактивних систем залпового вогню                                            | |                                                                            | [ 39 ] [ 42 ]                      |
| 18    | 10 травня    | район прикордонних населених пунктів Білопільської міської громади                                                                 | обстріл із застосуванням реактивних систем залпового вогню                                            | |                                                                            | [ 39 ] [ 42 ]                      |
| 19    | 10 травня    | район прикордонних населених пунктів Краснопільської селищної громади                                                              | обстріл із застосуванням реактивних систем залпового вогню                                            | |                                                                            | [ 39 ] [ 42 ]                      |
| 20    | 10 травня    | район прикордонних населених пунктів Юнаківської сільської громади                                                                 | обстріл із застосуванням реактивних систем залпового вогню                                            | |                                                                            | [ 39 ] [ 42 ]                      |
| 21    | 10 травня    | з-за кордону у бік Білопільської громади                                                                                           | вогонь з реактивних систем залпового вогню                                                            | Зафіксовано близько 30 влучань. Після обстрілів зайнялася суха рослинність, через дві години пожежу загасили                        | Втрат серед людей та пошкоджень інфраструктури не було                     | [ 43 ] [ 44 ]                      |
| 22    | 10 травня    | селище Вороніж Шосткинської міської громади                                                                                        | два ракетно-бомбові удари, ймовірно, з СУ-30СМ                                                        | ушкодження 21 будинку та 43 квартир                                                                                                 | обійшлося без людських жертв                                               | [ 45 ] [ 46 ] [ 47 ] [ 48 ]        |
| 23    | 12 травня    | по території села Нові Вирки Білопільської громади                                                                                 | обстріли з селища Тьоткіно Росії                                                                      | зафіксовано близько 20 влучань із важкої артилерії, орієнтовно з САУ                                                                | загинула одна людина                                                       | [ 49 ]                             |
| 24    | 13 травня    | по с. Очкине Зноб-Новгородської селищної громади                                                                                   | з території РФ завдали двох ракетних ударів                                                           | | втрат серед особового складу жертв серед населення не було                 | [ 50 ] [ 51 ]                      |
| 25    | 13 травня    | на території Сумської області | із території РФ ворог обстріляв з артилерії цивільні об'єкти                                          | |                                                                            | [ 52 ] [ 53 ]                      |
| 26    | 13 травня    | околиці села Товстодубове колишньої Бачівської сільської ради Есманьської селищної громади                                         | ворог обстріляв некерованими авіаційними ракетами                                                     | військовослужбовці ДПСУ зафіксували 5 розривів                                                                                      | постраждалих внаслідок обстрілу не було                                    | [ 52 ] [ 53 ] [ 54 ]               |
| 27    | 14 травня    | територію Великописарівської селищної громади                                                                                      | шість разів обстріляли з мінометів                                                                    | | людських жертв не було                                                     | [ 55 ]                             |
| 28    | 14 травня    | околиці села Шпилівка Садівської сільської громади                                                                                 | завдали ракетного удару                                                                               | чимало руйнувань домогосподарствам                                                                                                  | обійшлося без людських жертв                                               | [ 52 ] [ 56 ] [ 57 ] [ 58 ]        |
| 29    | 15 травня    | автомобільний міст через р. Клевень у с. Заруцьке Глухівської громади                                                              | ракетний удар з літака                                                                                | завдали значних руйнувань | обійшлося без людських жертв                                               | [ 52 ] [ 56 ] [ 57 ]               |
| 30    | 16 травня    | Війська РФ відкрили вогонь по прикордонній території Шосткинського району                                                          | спроба прориву державного кордону                                                                     | бій прикордонників з диверсійно-розвідувальною групою росіян                                                                        | загинув старший сержант ДПСУ Олександр Поповченко                          | [ 59 ] [ 60 ] [ 61 ] [ 62 ] [ 63 ] |
| 31    | 16 травня    | околиці селища Шалигине | | 4 рази | ніхто не постраждав                                                        | [ 52 ]                             |
| 32    | 16 травня    | поблизу населених пунктів Конотопського району                                                                                     | | |                                                                            | .                                  |
| 33    | 17 травня    | м. Охтирка | ракетні удари                                                                                         | п'ять ракет влучили у цивільні об'єкти                                                                                              | поранені, щонайменше, п'ятеро людей, загиблих не було                      | [ 64 ] [ 65 ] [ 66 ]               |
| 34    | 17 травня    | у районі села Білокопитове Глухівської міської громади                                                                             | російські військові обстріляли підрозділи Держприкордонної служби                                     | |                                                                            | [ 52 ]                             |
| 35    | 17 травня    | у районі селища Есмані | близько 8:45 спостерігачі зафіксували 5 приходів з боку рф                                            | | втрат серед особового складу та техніки не було                            | [ 52 ] [ 66 ]                      |
| 36    | 17 травня    | в напрямку Бояро-Лежачів Новослобідської сільської громади                                                                         | З 9:30 до 10:00 зафіксовано 70 вибухів з боку території рф                                            | | втрат серед особового складу та техніки не було                            | [ 52 ] [ 66 ]                      |
| 37    | 17 травня    | в районі села Сопич Есманьської селищної громади                                                                                   | Близько 10:10 зафіксовано 6 вибухів                                                                   | | втрат серед особового складу та техніки не було                            | [ 52 ] [ 66 ]                      |
| 38    | 17 травня    | у районі міста Середино-Буди | бій та спроба прориву державного кордону                                                              | уздовж кордону були пожежі, спричинені обстрілами                                                                                   |                                                                            | [ 52 ] [ 66 ] [ 67 ] [ 68 ]        |
| 39    | 17 травня    | територія Сумського району | обстріли з артилерії та мінометів із російської сторони                                               | українські війська відбили атаку ворогу вогнем у відповідь                                                                          | постраждалих не було                                                       | [ 52 ] [ 69 ] [ 70 ]               |
| 40    | 18 травня    | с. Дмитрівка Великописарівської селищної громади                                                                                   | обстріл із застосуванням РСЗВ Град з боку с. Понурі Грайворонського району Бєлгородської області РФ   | здійснено близько десятка пострілів                                                                                                 | постраждалих не було, але було влучання у приватний будинок мирних жителів | [ 52 ] [ 69 ] [ 70 ]               |
| 41    | 18 травня    | біля м. Середино-Буди | двічі відкривали вогонь з мінометів та артилерії                                                      | постраждала природа | людський втрат не було                                                     | [ 52 ]                             |
| 42    | 18 травня    | 10 вибухів на Глухівщині | вогонь вів ворог з території РФ                                                                       | | втрат і постраждалих людей не було                                         | [ 71 ] [ 72 ]                      |
| 43    | 18 травня    | територія Великописарівської селищної громади                                                                                      | 6 мінометих прильотів від військових ЗС РФ                                                            | | втрат і постраждалих людей не було                                         | [ 71 ] [ 72 ]                      |
| 44    | 18 травня    | з території РФ працювали САУ по Білопільщині                                                                                       | пізніше почався обстріл з артилерії та стрілкової зброї                                               | тривав майже півгодини | втрат і постраждалих людей не було                                         | [ 71 ] [ 72 ]                      |
| 45    | 18 травня    | по території Путивльщини | з території сусідньої країни ворог відкривав автоматні черги                                          | | втрат і постраждалих людей не було                                         | [ 71 ] [ 72 ]                      |
| 46    | 18 травня    | по території Путивльської громади                                                                                                  | відкрито вогонь із САУ                                                                                | | втрат і постраждалих людей не було                                         | [ 71 ] [ 72 ]                      |
| 47    | 19 травня    | с. Старі Вирки Білопільської міської громади                                                                                       | обстріляли військові з території РФ                                                                   | пошкоджено будинок та господарські споруди                                                                                          |                                                                            | [ 73 ] [ 74 ]                      |
| 48    | 19 травня    | селище Есмань та село Сопич Есманьської селищної громади                                                                           | військові обстріляли з артилерії та мінометів                                                         | |                                                                            | [ 74 ] [ 75 ]                      |
| 49    | 19 травня    | м. Середина-Буда | військові обстріляли з артилерії та мінометів                                                         | |                                                                            | [ 74 ] [ 75 ]                      |
| 50    | 20 травня    | села Бояро-Лежачі та Бруски Новослобідської сільської громади                                                                      | обстріляли з артилерії та мінометів                                                                   | |                                                                            | [ 74 ] [ 75 ]                      |
| 51    | 20 травня    | с. Старі Вирки Білопільської міської громади                                                                                       | обстріляли з артилерії та мінометів                                                                   | |                                                                            | [ 74 ] [ 75 ]                      |
| 52    | 20 травня    | в районі м. Середина-Буда | військові РФ обстріляли з мінометів                                                                   | 4 рази |                                                                            | [ 76 ]                             |
| 53    | 21 травня    | в бік с. Кучерівка | вогонь з артилерії з території РФ                                                                     | | втрат не було                                                              | [ 75 ] [ 77 ]                      |
| 54    | 21 травня    | території Білопільської міської громади                                                                                            | зі своєї території здійснили артобстріл                                                               | |                                                                            | [ 75 ] [ 77 ]                      |
| 55    | 21 травня    | територія Сумського району | з території РФ понад годину тривав обстріл з РСЗВ «Град»                                              | нараховано біля півтора десятка пострілів                                                                                           |                                                                            | [ 75 ] [ 77 ]                      |
| 56    | 21 травня    | околиці одного з населених пунктів на межі між Харківською та Сумською областями                                                   | ворожий вертоліт                                                                                      | завдав ракетного удару |                                                                            | [ 75 ] [ 77 ]                      |
| 57    | 21 травня    | у напрямку села Кучерівка | зафіксований мінометний обстріл                                                                       | |                                                                            | [ 75 ] [ 77 ]                      |
| 58    | 22 травня    | в районі сіл Бояро-Лежачі, Бунякине та Гірки Новослобідської сільської громади                                                     | обстріли із за кордону                                                                                | |                                                                            | [ 75 ] [ 78 ]                      |
| 59    | 22 травня    | в районі села Улиця Зноб-Новгородської селищної громади                                                                            | обстріли із за кордону                                                                                | |                                                                            | [ 75 ] [ 78 ]                      |
| 60    | 23 травня    | територія Гуринівського старостату та м. Білопілля                                                                                 | ракетні удари, обстріли із САУ, а також авіаудар                                                      | пошкоджено 11 приватних будинків цивільних жителів міста по вулиці Низовій                                                          | втрат особового складу, цивільних та техніки не було                       | [ 75 ] [ 79 ] [ 80 ]               |
| 61    | 23 травня    | північна частина Шосткинського району                                                                                              | відкрито мінометний вогонь                                                                            | |                                                                            | [ 75 ]                             |
| 62    | 23 травня    | с. Мезенівка Краснопільської громади та його околиці                                                                               | обстріл з мінометів та артилерії                                                                      | сталася пожежа на старій фермі, у житлових будинках посічені паркани, побиті вікна                                                  | ніхто з людей не постраждав                                                | [ 75 ] [ 81 ]                      |
| 63    | 24 травня    | у бік с. Бояро-Лежачі Новослобідської сільської громади                                                                            | відкрито мінометний вогонь                                                                            | 7 пострілів з території Росі | втрат серед особового складу та техніки не було                            | [ 82 ]                             |
| 64    | 24 травня    | в районі с. Товстодубове Есманьської селищної громади                                                                              | відкрито мінометний вогонь                                                                            | 8 вибухів | втрат серед особового складу та техніки не було                            | [ 82 ]                             |
| 65    | 24 травня    | у районі с. Гудове та на околицях селища Шалигине                                                                                  | два російські літаки                                                                                  | завдали 6 ракетних ударів | ніхто з людей не постраждав                                                | [ 75 ] [ 83 ]                      |
| 66    | 25 травня    | селище Краснопілля | 4 ракети з літака, який не перетинав державний кордон                                                 | пошкоджені близько 20 будинків та ЛЕПб половина селища лишилась без електроенергії                                                  | загиблих не було                                                           | [ 84 ] [ 85 ] [ 86 ]               |
| 67    | 26 травня    | околиці с. Бачівськ Есманьської селищної громади                                                                                   | обстріляли з мінометів калібру 120-мм та ствольної артилерії                                          | |                                                                            | [ 87 ]                             |
| 68    | 26 травня    | околиці селища Краснопілля | обстріляли з мінометів калібру 120-мм та ствольної артилерії                                          | |                                                                            | [ 87 ]                             |
| 69    | 27 травня    | околиці м. Середини-Буди | обстріл з міномета                                                                                    | пошкоджені приватні будинки | постраждалих не було                                                       | [ 87 ] [ 88 ]                      |
| 70    | 27 травня    | околиці с. Старі Вирки Білопільської громади                                                                                       | обстріляли із САУ                                                                                     | | постраждалих не було                                                       | [ 87 ] [ 88 ]                      |
| 71    | 27 травня    | в напрямку м. Середина-Буда | обстріл з території РФ                                                                                | 11 приходів, попередньо з міномету калібру 120 мм                                                                                   | постраждалих не було                                                       | [ 87 ] [ 88 ]                      |
| 72    | 27 травня    | в напрямку с. Юр'єве Новослобідської сільської громади                                                                             | обстріл з території РФ                                                                                | 10 вибухів | постраждалих не було                                                       | [ 87 ] [ 88 ]                      |
| 73    | 28 травня    | м. Путивль | ракетний удар                                                                                         | зруйноване сільгосппідприємство, від дії вибухової хвилі пошкоджено вікна у приватному домогосподарстві та двох навчальних закладах | людських жертв не було                                                     | [ 88 ] [ 89 ] [ 90 ]               |
| 74    | 28 травня    | територія Зноб-Новгородської громади                                                                                               | ЗС РФ зі своєї території з мінометів                                                                  | близько 6 обстрілів | людських жертв не було                                                     | [ 88 ] [ 89 ] [ 90 ]               |
| 75    | 28 травня    | околиці с. Бачівська | | близько 30 артобстрілів | людських жертв не було                                                     | [ 88 ] [ 89 ] [ 90 ]               |
| 76    | 28 травня    | у напрямку Бояро-Лежачів Новослобідської сільської громади з території Росії                                                       | 10 вибухів                                                                                            | | втрат серед особового складу та техніки не було                            | [ 87 ] [ 88 ]                      |
| 77    | 28 травня    | по прикордонній території Шосткинського району                                                                                     | 5 мінометних мін з боку російського села Троєбортне                                                   | |                                                                            | [ 87 ] [ 88 ]                      |
| 78-79 | 28 травня    | по двох прикордонних населених пунктах Сумського району                                                                            | ворожий літак здійснив 6 пусків некерованими ракетами (16:00) три пуски некерованими ракетами (18:00) | пошкоджено цивільні об'єкти: дитсадок у селі, церква, приватні будинки у селі Запсілля Миропільської громади                        | поранена одна жінка                                                        | [ 87 ] [ 88 ] [ 91 ] [ 92 ]        |
| 80    | 29 травня    | у напрямку Бояро-Лежачів Новослобідської сільської громади з території Росії                                                       | орієнтовно 20 вибухів                                                                                 | | втрат серед особового складу та техніки не було                            | [ 87 ] [ 93 ]                      |
| 81    | 29 травня    | у районі Бачівська Есманьської селищної громади                                                                                    | зафіксовано 5 вибухів                                                                                 | |                                                                            | [ 87 ] [ 93 ]                      |
| 82    | 29 травня    | напрямку Бояро-Лежачів Новослобідської сільської громади з території Росії                                                         | близько 30 вибухів                                                                                    | | втрат серед особового складу та техніки не було                            | [ 87 ] [ 93 ]                      |
| 83    | 30 травня    | с. Писарівка Хотінської селищної громади                                                                                           | обстріляли ракетами з касетними снарядами з території РФ                                              | постраждали 14 будинків |                                                                            | [ 87 ] [ 88 ] [ 93 ] [ 94 ]        |
| 84    | 30 травня    | по території Сумського району | 6 «виходів» із реактивної системи залпового вогню з території РФ                                      | |                                                                            | [ 87 ] [ 93 ]                      |
| 85    | 30 травня    | по території Білопільської громади                                                                                                 | близько 10 раз із САУ                                                                                 | |                                                                            | [ 87 ] [ 93 ]                      |
| 86    | 30 травня    | по територіях Середино-Будської громади                                                                                            | 11 пострілів із міномету із території РФ                                                              | сталеві стержні з російських снарядів пошкодили будівлі та майно жителів                                                            |                                                                            | [ 87 ] [ 93 ]                      |
| 87    | 30 травня    | у напрямку Бояро-Лежачів та Манухівки Новослобідської сільської громади з території Росії                                          | артилерійські обстріли                                                                                | |                                                                            | [ 87 ] [ 93 ]                      |
| 88    | 30 травня    | один з населених пунктів неподалік кордону                                                                                         | зафіксували понад 20 розривів боєприпасів                                                             | з боку російського села Зерново |                                                                            | [ 87 ] [ 93 ]                      |
| 89    | 30-31 травня | по території Есманської громади | військові РФ випустили дві ракети                                                                     | |                                                                            | [ 87 ] [ 95 ] [ 96 ]               |
| 90    | 31 травня    | у напрямку села Фотовиж Есманської громади                                                                                         | зафіксовано близько 8 вибухів                                                                         | |                                                                            | [ 87 ] [ 95 ] [ 96 ]               |
| 91    | 31 травня    | територія Великописарівської селищної громади                                                                                      | близько 10 ударів артилерії                                                                           | | постраждалих не було                                                       | [ 87 ] [ 95 ]                      |
| 92    | 31 травня    | у напрямку села Фотовиж Есманської громади                                                                                         | зафіксовано близько 8 вибухів                                                                         | |                                                                            | [ 87 ] [ 95 ]                      |
| 93    | 31 травня    | по околицям м. Середина Буда та с. Прогрес                                                                                         | зафіксувано 16 вибухів (приходи) на території України                                                 | мінометний вогонь | втрат серед особового складу та техніки не було                            | [ 87 ] [ 95 ]                      |

### Червень
| №       | Дата      | Населений пункт                                                                                | Спосіб обстрілу | Наслідки | Жертви                                                       | Примітки                        |
| 1       | 1 червня  | по Білопіллю Сумської області                                                                  | ракетний авіаційний удар із літаків Су-35                                                                                            | |                                                              | [ 95 ]                          |
| 2       | 1 червня  | у районі міста Середина-Буда                                                                   | вогнем артилерії завдав ураження | |                                                              | [ 95 ]                          |
| 3       | 1 червня  | в напрямку села Гудове                                                                         | ракетний удар з літака | випущено 6 ракет | даних по руйнування та жертвам також не було                 | [ 87 ] [ 95 ] [ 97 ]            |
| 4       | 1 червня  | на територію Краснопільської громади                                                           | безпілотники скидали саморобні вибухові пристрої                                                                                     | вірогідний радіус ураження 30-50 метрів |                                                              | [ 87 ] [ 95 ]                   |
| 5       | 2 червня  | м. Середина-Буда та с. Прогрес                                                                 | обстріляли з мінометів | |                                                              | [ 98 ]                          |
| 6       | 2 червня  | по селищу Краснопіллю                                                                          | чотири ракетних удари з російського літака Су-30                                                                                     | зруйновано цивільний будинок, пошкоджено 6 домоволодінь та 2 транспортних засоби                                                                                                  | поранення отримали двоє людей                                | [ 98 ] [ 99 ]                   |
| 7       | 2 червня  | територія Миропільської громади                                                                | з Росії вівся мінометний вогонь | | жертв та руйнувань немає                                     | [ 98 ]                          |
| 9       | 3 червня  | в напрямку села Гудове                                                                         | ракетний удар | |                                                              | [ 98 ]                          |
| 9       | 3 червня  | район села Бачівська Есманської селищної громади                                               | обстріл | |                                                              | [ 98 ]                          |
| 10      | 3 червня  | район села Славгород Краснопільської селищної громади                                          | обстріл | |                                                              | [ 98 ]                          |
| 11      | 3 червня  | район села Ходине Шалигинської селищної громади                                                | обстріл | |                                                              | [ 98 ]                          |
| 12      | 3 червня  | на напрямку села Старикове Шалигинської селищної громади                                       | обстріл вівся з міномета | 8 вибухів зафіксували |                                                              | [ 98 ]                          |
| 13      | 3 червня  | на напрямку Шалигиного                                                                         | | 5 вибухів |                                                              | [ 98 ]                          |
| 14      | 4 червня  | с. Нижнє Піщане на території Стецьківського старостинського округу Сумської міськради          | близько 4 ранку російський літак здійснив 6 пусків некерованими ракетами                                                             | ракети розірвалися на околиці села | жертв серед цивільного населення не було                     | [ 98 ] [ 100 ]                  |
| 15      | 4 червня  | у напрямку с. Гудове Шалигинської селищної громади                                             | російський реактивний літак здійснив близько 6 запусків ракет                                                                        | | втрат серед особового складу та техніки не було              | [ 98 ]                          |
| 16      | 4 червня  | у Великописарівському районі                                                                   | російський безпілотник скинув два вибухові пристрої                                                                                  | |                                                              | [ 98 ]                          |
| 17      | 4 червня  | села Старикове та Катеринівка Шалигинської селищної громади                                    | російська армія обстріляла з артилерії                                                                                               | |                                                              | [ 98 ]                          |
| 18      | 6 червня  | по Великописарівській громаді                                                                  | з території РФ ворог відкрив вогонь з мінометів                                                                                      | близько 4 ударів |                                                              |                                 |
| 19      | 6 червня  | по території Шалигинської громади                                                              | військові РФ відкрили вогонь з мінометів                                                                                             | близько 30 раз |                                                              | [ 98 ]                          |
| 20-21   | 6 червня  | по території Великописарівської громади                                                        | після 14:00 ворожий БПЛА скинув саморобний вибуховий пристрій та продовжився мінометний вогонь, 10 прильотів                         | близько 18:30 по території Великописарівської громади було 6 приходів з міномета                                                                                                  | жертв не було                                                | [ 98 ]                          |
| 22      | 6 червня  | по Хотінській громаді                                                                          | ворог вів мінометний вогонь | близько 17 ударів | жертв не було                                                | [ 98 ]                          |
| 22      | 6 червня  | по території Ворожбянської громади                                                             | ворог відкрив вогонь, ймовірно, із САУ                                                                                               | було 17 вибухів | жертв не було                                                | [ 98 ]                          |
| 23      | 7 червня  | м. Середина-Буда                                                                               | спочатку було 7 пострілів з міномета, потім почався артилерійський обстріл                                                           | на місці пошкоджених будинків тривала пожежа | загиблих та поранених серед місцевого населення не було.     | [ 98 ]                          |
| 24      | 7 червня  | по Великописарівській громаді                                                                  | ворог вів вогонь з артилерії | | руйнувань та постраждалих не було                            | [ 98 ]                          |
| 25      | 7 червня  | по Юнаківській громаді                                                                         | ворог вів вогонь з артилерії | | руйнувань та постраждалих не було                            | [ 98 ]                          |
| 26      | 7 червня  | по Краснопільщині                                                                              | одиничний із міномету | | руйнувань та постраждалих не було                            | [ 98 ]                          |
| 27      | 7 червня  | по територіях Шосткинського району                                                             | стріляли з міномета | | руйнувань та постраждалих не було                            | [ 98 ] [ 101 ]                  |
| 28      | 8 червня  | в напрямку села Сопич Есманської селищної громади                                              | мінометний обстріл з території Росії                                                                                                 | зафіксували 10 влучань та зруйнували приміщення Держприкордонслужби | втрат серед особового складу та техніки не було              | [ 98 ] [ 102 ]                  |
| 29      | 8 червня  | по Юнаківській громаді                                                                         | ворог вів вогонь з мінометів та крупнокаліберних кулеметів                                                                           | | руйнувань та постраждалих не було                            | [ 98 ]                          |
| 30      | 8 червня  | по Хотінській громаді                                                                          | ворог вів вогонь з мінометів та крупнокаліберних кулеметів                                                                           | | жертв не було                                                | [ 98 ]                          |
| 31      | 8 червня  | по Краснопільській громаді                                                                     | російські літаки нанесли два авіаудари                                                                                               | | поранено людину та знищено автомобіль                        | [ 98 ]                          |
| 32      | 8 червня  | по території Середино-Будської громади                                                         | відкрили мінометний вогонь | потрапляння у господарську цивільну споруду |                                                              | [ 98 ]                          |
| 33      | 8 червня  | на напрямку с. Катеринівка та по території Шалигинської громади                                | обстріл вівся з міномету та пізніше — артилерійський вогонь                                                                          | | постраждалих і руйнувань цивільної інфраструктури не було    | [ 98 ]                          |
| 34      | 9 червня  | територія Краснопільської громади                                                              | запустили три «дрона-камікадзе» з боєприпасами                                                                                       | скинули осколковий гранатометний постріл | постраждалих не було, пошкоджено будинок                     | [ 103 ]                         |
| 35      | 10 червня | по території Середино-Будської громади                                                         | військові РФ 7 разів відкривала вогонь з міномета                                                                                    | | жертв та руйнувань не було                                   | [ 103 ] [ 104 ]                 |
| 36      | 10 червня | територія Есманської селищної громади                                                          | обстріл | 1️0 російських боєприпасів, випущених з боку російського села Поповка Курської області                                                                                            | жертв та руйнувань не було                                   | [ 103 ] [ 104 ] [ 105 ]         |
| 37      | 10 червня | територія Краснопільської громади                                                              | обстріляли з території Росії з важкої артилерії                                                                                      | | загинула одна людина                                         | [ 103 ] [ 105 ]                 |
| 38      | 10 червня | по Великій Писарівці                                                                           | випущені 18 снарядів | | жертв та руйнувань не було                                   | [ 103 ] [ 105 ]                 |
| 39      | 11 червня | територія Шалигинської громади                                                                 | 8 разів вдарили з міномета | | жертв та руйнувань не було                                   | [ 103 ] [ 106 ]                 |
| 40      | 11 червня | місто Ворожба                                                                                  | зі своєї території обстріляли мінометним вогнем                                                                                      | Вогонь відкривали близько 5 разів | пошкодили будинки цивільних мешканців, люди не постраждали   | [ 103 ] [ 106 ]                 |
| 41      | 11 червня | територія Великописарівської громади                                                           | росіяни скинули дві вибухівки | пізніше відбувся артобстріл |                                                              | [ 103 ] [ 106 ]                 |
| 42      | 11 червня | селище Миропільське                                                                            | обстріляли об'єкти цивільної інфраструктури                                                                                          | |                                                              | [ 103 ] [ 106 ]                 |
| 43      | 12 червня | територія Миропільської громади                                                                | 20 пострілів з гранатомету | |                                                              | [ 103 ]                         |
| 44      | 12 червня | територія Білопільської громади                                                                | три вибухи | |                                                              | [ 103 ]                         |
| 45      | 13 червня | на напрямку Бачівська Есманської селищної громади                                              | вівся мінометний обстріл | зафіксовано 8 потраплянь, потім ще 30 вибухів | втрат серед особового складу та техніки не було              | [ 103 ]                         |
| 46      | 13 червня | територія Великописарівської громади                                                           | російський безпілотник скинув боєприпас                                                                                              | | внаслідок вибуху поранено двох людей, одна людина загинула   | [ 103 ] [ 107 ]                 |
| 47      | 13 червня | Есманська громада                                                                              | російські військові обстріляли з мінометів                                                                                           | близько 14 вибухів |                                                              | [ 103 ]                         |
| 48      | 14 червня | територія Зноб-Новгородської громади                                                           | вогонь вели з САУ та мінометів | зафіксовано 11 вибухів | пошкоджено 1 об'єкт цивільної інфраструктури                 | [ 103 ]                         |
| 49      | 14 червня | територія Краснопільської громади                                                              | обстріляли з артилерії | |                                                              | [ 103 ]                         |
| 50      | 14 червня | територія Есманьської громади                                                                  | військові РФ відкрили артилерійський вогонь                                                                                          | |                                                              | [ 103 ]                         |
| 51      | 15 червня | в районах населених пунктів Сопич, Баранівка, Уланове та Бачівськ Есманьської селищної громади | армія РФ обстріляла цивільну інфраструктуру                                                                                          | |                                                              | [ 103 ]                         |
| 52      | 15 червня | поблизу одного з населених пунктів Шалигинської громади                                        | російські військові, намагаючись поцілити в автомобіль, відкрили вогонь з гранатомету — 2 постріли                                   | | жертв та руйнувань не було                                   | [ 103 ]                         |
| 53      | 15 червня | територія Новослобідської громади                                                              | обстріли з мінометів та артилерії | |                                                              | [ 108 ]                         |
| 54      | 15 червня | територія Есманьської громади                                                                  | поодинокі постріли | |                                                              | [ 103 ] [ 108 ]                 |
| 55      | 15 червня | територія Білопільської громади                                                                | поодинокі постріли | |                                                              | [ 108 ]                         |
| 56      | 15 червня | по околицях Глухова                                                                            | два гелікоптери РФ з території Росії випустили п'ять ракет                                                                           | потрапляння у житловий будинок | одна людина загинула і шестеро поранені                      | [ 103 ] [ 108 ]                 |
| 57      | 16 червня | по території с. Мезенівка Краснопільської селищної громади                                     | нанесено один ракетний авіаудар | загорілася господарча споруда та автомобіль |                                                              | [ 109 ] [ 110 ] [ 111 ] [ 112 ] |
| 58      | 16 червня | території Садівської громади                                                                   | авіаудар | | загинули чотири людини, щонайменше шестеро поранені.         | [ 109 ] [ 111 ] [ 112 ]         |
| 59      | 16 червня | територія Шалигинської селищної громади                                                        | вогонь з реактивних систем залпового вогню                                                                                           | пошкоджений сільгоспоб'єкт |                                                              | [ 109 ] [ 112 ] [ 113 ]         |
| 60      | 16 червня | м. Глухів                                                                                      | обстрілу росіянами ферми | | поранені тварини та пошкоджені будівлі                       | .                               |
| 61      | 17 червня | територія Хотінської селищної громади                                                          | обстріли з міномета | зафіксовано 30 влучань | Жертв і руйнувань не було                                    | .                               |
| 62      | 17 червня | територія Краснопільської громади                                                              | залетіли два ворожих безпілотники (о 15:00), мінометний обстріл з території Росії (після 19:00), артобстріл з «Градів» (після 20:00) | зафіксовано 24 обстріли мінометами та 80 — з «Градів» | жертв не було                                                | .                               |
| 63      | 17 червня | території Миропільської громади                                                                | мінометний та артилерійський обстріли                                                                                                | усього 40 розривів | жертв не було                                                | .                               |
| 64-65   | 19 червня | територія Середино-Будської громади та саме місто                                              | стріляли з мінометів, 10 влучань по території громади, 3 з них — по території самого міста                                           | пошкоджено щонайменше 10 приватних будинків цивільних мешканців, господарчі споруди                                                                                               | 48-річна цивільна жінка дістала тілесні ушкодження           | [ 109 ] [ 115 ] [ 116 ]         |
| 66      | 20 червня | територія Середино-Будської громади                                                            | обстріляли артилерійським вогнем | 30 влучань | жертв чи руйнувань не було                                   | [ 109 ] [ 115 ]                 |
| 67      | 20 червня | територія Юнаківської громади                                                                  | два безпілотники скинули чотири вибухівки. Були також три мінометні постріли                                                         | | Один чоловік загинув, один — поранений                       | [ 109 ] [ 115 ] [ 117 ]         |
| 68      | 20 червня | територія Середино-Будської громади                                                            | вели вогонь зі ствольної та реактивної артилерії                                                                                     | 30 влучань | жертв чи руйнувань не було                                   | [ 109 ] [ 115 ]                 |
| 69      | 20 червня | територія Зноб-Новгородської громади                                                           | 28 обстрілів | вели вогонь зі ствольної та реактивної артилерії | жертв чи руйнувань не було                                   | [ 109 ] [ 115 ]                 |
| 70      | 20 червня | територія Білопільської міської громади                                                        | 23 мінометні постріли з боку Росії                                                                                                   | | жертв чи руйнувань не було                                   | [ 109 ] [ 115 ] [ 118 ]         |
| 71      | 20 червня | територія Великописарівської громади                                                           | 32 мінометні постріли | |                                                              | [ 109 ] [ 115 ]                 |
| 72      | 20 червня | територія Зноб-Новгородської громади                                                           | 7 обстрілів | вели вогонь з міномета | жертв чи руйнувань не було                                   | [ 109 ] [ 115 ]                 |
| 73-74   | 21 червня | с. Тур'я Краснопільської громади                                                               | атака з дронів-камікадзе, обстрілювати з мінометів та інших видів зброї                                                              | пошкоджені будинки, господарські споруди, школа та сільська рада | шестеро людей поранені, з них двоє у тяжкому стані в лікарні | [ 109 ] [ 119 ] [ 120 ]         |
| 75      | 22 червня | територія Есманьської селищної громади                                                         | обстрілювали з мінометів | жертв та руйнувань не було |                                                              | [ 109 ]                         |
| 76      | 22 червня | територія Новослобідської сільської громади                                                    | обстрілювали з мінометів | жертв та руйнувань не було |                                                              | [ 109 ]                         |
| 77      | 22 червня | територія Юнаківської громади                                                                  | відкривали вогонь з автоматів | |                                                              | [ 121 ]                         |
| 78      | 22 червня | територія Білопільської громади                                                                | обстріляли села Старі Вирки та Атинське                                                                                              | пошкоджено приміщення Атинського психоневрологічного інтернату, місцеву ферму, водонапірну башню                                                                                  |                                                              | [ 121 ] [ 122 ]                 |
| 79      | 22 червня | територія Глухівської міської громади                                                          | обстріляла з мінометів | |                                                              | [ 121 ]                         |
| 80      | 22 червня | територія Великописарівської селищної громади                                                  | росіяни скинули вибуховий пристрій та відкрили мінометний вогонь                                                                     | | загинула одна людина                                         | [ 121 ]                         |
| 81-82   | 22 червня | територія Хотінської селищної громади                                                          | відкрили вогонь з мінометів та автоматичної зброї, пізніше почався обстріл з реактивної артилерії                                    | |                                                              | [ 121 ]                         |
| 83      | 22 червня | територія Шалигинської громади                                                                 | відкрили вогонь з реактивної артилерії                                                                                               | було 30 влучань |                                                              | [ 121 ]                         |
| 84      | 22 червня | територія Глухівської міської громади                                                          | російський безпілотник скинув вибухівку                                                                                              | |                                                              | [ 121 ]                         |
| 85      | 23 червня | територія Юнаківської сільської громади                                                        | обстріл вівся з «Градів», зафіксовано 30 влучань                                                                                     | російська армія використовувала фосфорні снаряди |                                                              | [ 123 ] [ 124 ] [ 125 ]         |
| 86      | 23 червня | території Краснопільської громади                                                              | скинули вибухівку з безпілотника | |                                                              | [ 123 ]                         |
| 87      | 23 червня | територія Середино-Будської міської громади                                                    | відкрили мінометний вогонь. Близько 20 вибухів                                                                                       | |                                                              | [ 123 ]                         |
| 88      | 24 червня | територія Хотінської селищної громади                                                          | обстріл з території Росії | вівся з САУ та реактивних систем залпового вогню |                                                              | [ 123 ]                         |
| 89      | 25 червня | район с. Бояро-Лежачі                                                                          | обстріляли з артилерії позиції Сил оборони                                                                                           | |                                                              | [ 123 ]                         |
| 90      | 25 червня | територія Краснопільської селищної громади                                                     | два російські вертольоти обстріляли прикордоння                                                                                      | зруйновані і пошкоджені: лікарня, будинок культури, бібліотека, школа | жертв не було                                                | [ 123 ] [ 126 ]                 |
| 91-92   | 26 червня | територія Юнаківської сільської громади                                                        | обстріл з мінометів | 10 вибухів. | 1 людина — мешканець прикордонного села — постраждала        | [ 123 ] [ 127 ] [ 128 ] [ 129 ] |
| 93-94   | 26 червня | територія Шалигинської громади                                                                 | відкрили мінометний вогонь | 14 вибухів. | інформації щодо постраждалих та руйнувань не було            | [ 123 ] [ 127 ] [ 128 ] [ 129 ] |
| 95      | 26 червня | територія Білопільської громади                                                                | обстріли протягом дня | десятки снарядів та мін |                                                              | [ 123 ] [ 127 ] [ 129 ]         |
| 96      | 26 червня | територія Краснопільської селищної громади                                                     | обстріли протягом дня | близько сотні снарядів та мін — пошкоджені приватні господарчі споруди, водонапірна башта, ферма (на фермі пошкоджено вантажний автомобіль, причеп, ангар, будинок механізаторів) | одна людина загинула, одна — в лікарні                       | [ 123 ] [ 127 ] [ 129 ] [ 130 ] |
| 97      | 26 червня | територія Шалигинської громади                                                                 | вздовж кордону пбули постріли з автоматичної зброї                                                                                   | |                                                              | [ 123 ] [ 127 ]                 |
| 98      | 27 червня | в напрямку міста Охтирки                                                                       | з РФ випустили дві ракети | жертв та руйнувань не було |                                                              | [ 123 ] [ 127 ]                 |
| 99-100  | 27 червня | територія колишньої Славгородської сільської ради Краснопільської громади                      | авіаційні удари по с. Славгород | більше 10 пусків ракетами з вертольотів, та більше 60 пострілів зі ствольної артилерії та важких мінометів                                                                        | [ 123 ] [ 127 ] [ 131 ]                                      |                                 |
| 101     | 27 червня | територія Білопільської громади                                                                | обстріли зі стрілецької зброї та мінометів                                                                                           | |                                                              | [ 123 ] [ 127 ]                 |
| 102     | 27 червня | поблизу с. Старикового Шалигинської громади                                                    | обстріли зі стрілецької зброї та мінометів                                                                                           | |                                                              | [ 123 ] [ 127 ]                 |
| 103     | 27 червня | територія Краснопільської селищної громади                                                     | обстріли зі ствольної артилерії | зафіксовано понад 40 влучань | 1 людина поранена                                            | [ 123 ] [ 127 ]                 |
| 104     | 27 червня | територія Білопільської громади                                                                | відкрили вогонь | |                                                              | [ 123 ] [ 127 ]                 |
| 105     | 28 червня | територія Краснопільської селищної громади                                                     | запустили близько 20 ракет з гелікоптерів, які не перетинали лінію державного кордону                                                | | двоє людей загинули, троє поранені                           | [ 132 ]                         |
| 106     | 28 червня | територія Миропільської громади                                                                | запустили близько 20 ракет з гелікоптерів, які не перетинали лінію державного кордону                                                | |                                                              | [ 132 ]                         |
| 107-109 | 28 червня | територія Краснопільської селищної громади                                                     | вогонь з реактивних систем залпового вогню «Град»; постріли із САУ; били з артилерії та з реактивних систем залпового вогню          | 30 влучань; близько 50 влучань; близько 50 ударів |                                                              |                                 |
| 110-111 | 28 червня | територія Великописарівської селищної громади                                                  | обстріл з гранатометів | 40 влучань |                                                              | [ 123 ] [ 132 ]                 |
| 112     | 29 червня | територія Білопільської громади                                                                | спроба обстрілу військовими РФ з безпілотника                                                                                        | Українські захисники його знищили. |                                                              | [ 133 ] [ 134 ]                 |
| 113     | 29 червня | територія Краснопільської селищної громади                                                     | росіяни гатили з мінометів та реактивної артилерії і САУ                                                                             | 20 пострілів, 25 та 47 влучань, відповідно. | Одна людина загинула, троє — поранені                        | [ 133 ]                         |
| 114     | 29 червня | територія Великописарівської селищної громади                                                  | росіяни відкрили мінометний вогонь та випустили 10 ракет з гелікоптера                                                               | пошкоджений будинок місцевих мешканців та цивільна господарська споруда |                                                              | [ 133 ]                         |
| 115     | 29 червня | територія Хотінської селищної громади                                                          | військові РФ обстріляли з мінометів                                                                                                  | | жертв та руйнувань не було                                   | [ 133 ]                         |
| 116     | 29 червня | територія Білопільської громади                                                                | перестрілка з росіянами на прикордонні                                                                                               | | одна людина поранена                                         | [ 133 ]                         |
| 117     | 29 червня | територія Великописарівської селищної громади                                                  | після 20.00 росіяни випустили 4 ракети                                                                                               | |                                                              | .                               |
| 118     | 29 червня | територія Юнаківської сільської громади                                                        | 4 постріли із САУ | жертв та руйнувань не було |                                                              | [ 135 ] [ 136 ]                 |
| 119     | 30 червня | територія Білопільської громади                                                                | обстріли | 20 мінометних пострілів |                                                              | [ 135 ] [ 136 ]                 |
| 120     | 30 червня | у районі с. Бояро-Лежачі Новослобідської громади                                               | | зафіксували 15 кулеметних пострілів | постраждалих та руйнувань не було                            | [ 135 ] [ 136 ]                 |